# Erich Köckert
Erich Köckert (* 29. August 1900 in Dessau; † 22. November 1943 in Brandenburg-Görden) war ein deutscher Antifaschist.

## Leben
Am 29. August 1900 wurde Erich Köckert als Sohn des Schlossermeisters und Unternehmers Max Köckert in Dessau geboren. Nach Beendigung seiner Schulzeit und des Ingenieursstudiums begann er im väterlichen Betrieb noch eine dreijährige Lehre, die er als Industriekaufmann beendete. 1936 wurde er Teilhaber der Firma, er heiratete und wurde Vater von zwei Kindern. Zusammen mit seiner Familie wohnte er zunächst im elterlichen Haus in der Johannisstraße 4. Später zog er in die Familienvilla in der heutigen Heidestraße in Dessau.
Im Frühjahr 1939 unternahm Köckert eine Reise in die USA, bei welcher er mit dem Kölner Ingenieur Moskopp. Zwischen beiden Antifaschisten entspann sich ein reger Briefwechsel über die Zustände in Deutschland.
Köckert war als Gegner des NS-Regimes bekannt. Er weigerte sich, Mitglied der NSDAP zu werden, kritisierte das Regime auch öffentlich, korrespondierte mit Gleichgesinnten, sammelte Informationen und Flugblätter.
Die antifaschistische Gesinnung Köckerts blieb nicht unentdeckt. Am 20. August 1943 wurde er von der Gestapo, zusammen mit zwei intimen Freunden, in seinem Betrieb verhaftet und in das Dessauer Gerichtsgefängnis gebracht. Bei seiner Verhaftung wurde ein Flugblatt der Geschwister Scholl und Professor Hubers gefunden.
Nach der Verlegung nach Berlin wurde Erich Köckert vor dem Volksgerichtshof angeklagt. Nach seiner Verurteilung zum Tode am 26. Oktober 1943 wegen Hochverrats und Defaitismus wurde Köckert am 22. November 1943 im Zuchthaus Brandenburg-Görden durch das Fallbeil hingerichtet. Zusätzlich wurden ihm eine Geldstrafe in Höhe von 75.000 RM und die Erstattung der Gerichts- und Hinrichtungskosten in Höhe von 8.000 RM auferlegt.
Eine Straße in Dessau-Süd ist nach ihm benannt. Am 24. August 2009 wurde vor Köckerts letztem Wohnhaus in der Heidestraße 147 in Dessau ein Stolperstein für ihn verlegt.

## Bilder

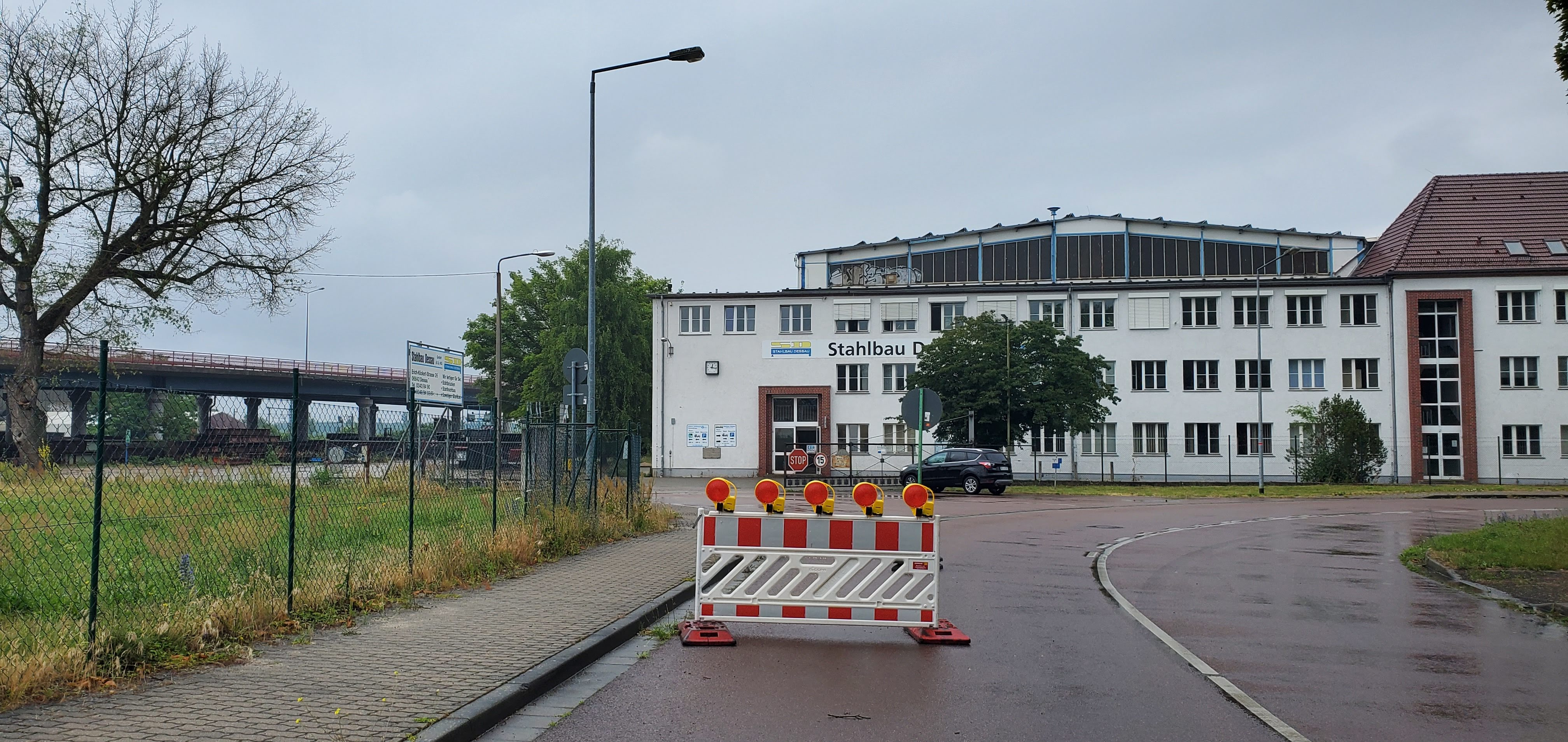
Gebäude an der Erich-Köckert-Straße mit der Gedenktafel für Erich Köckert und Willibald Heinke
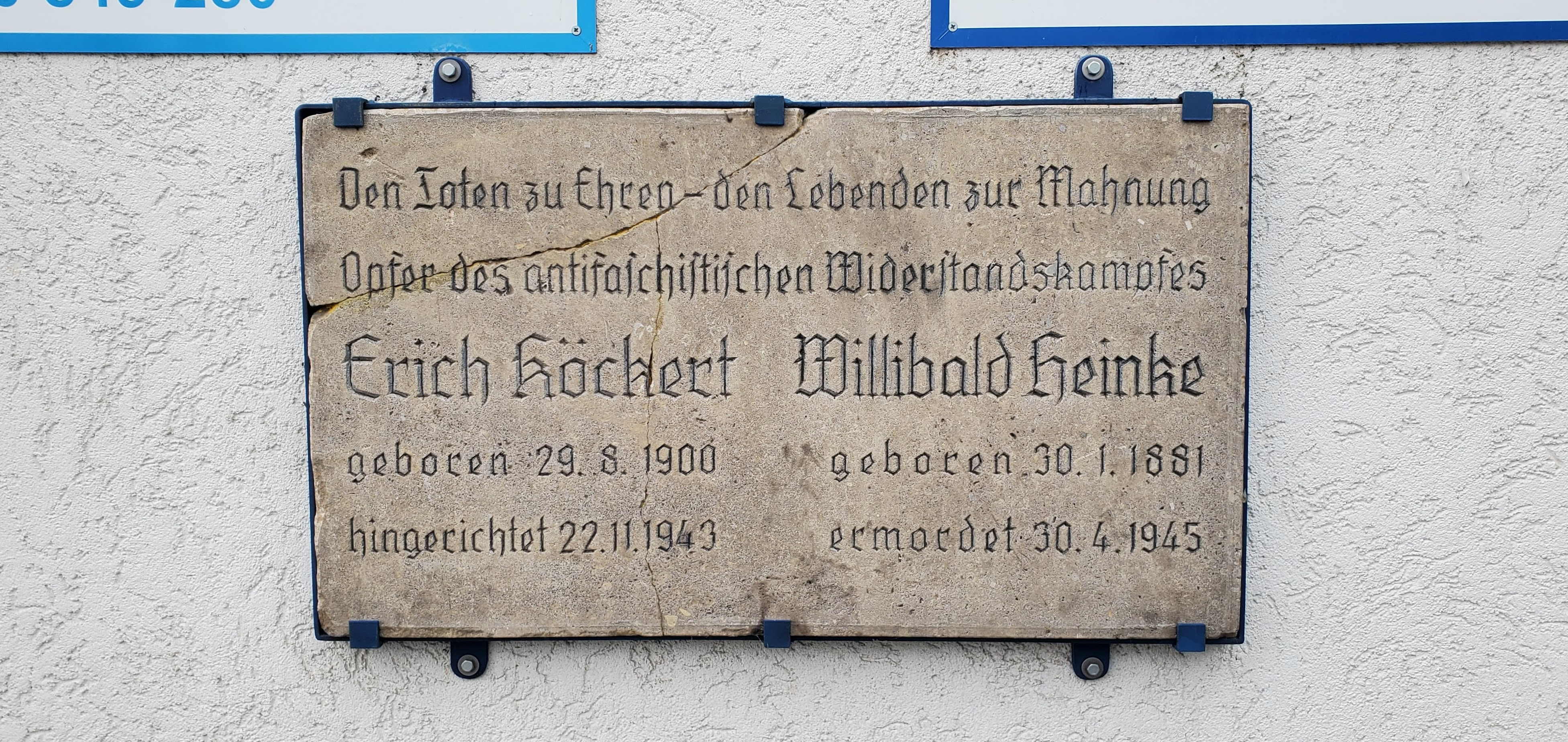
Aktuelle Gedenktafel für Erich Köckert und Willibald Heinke
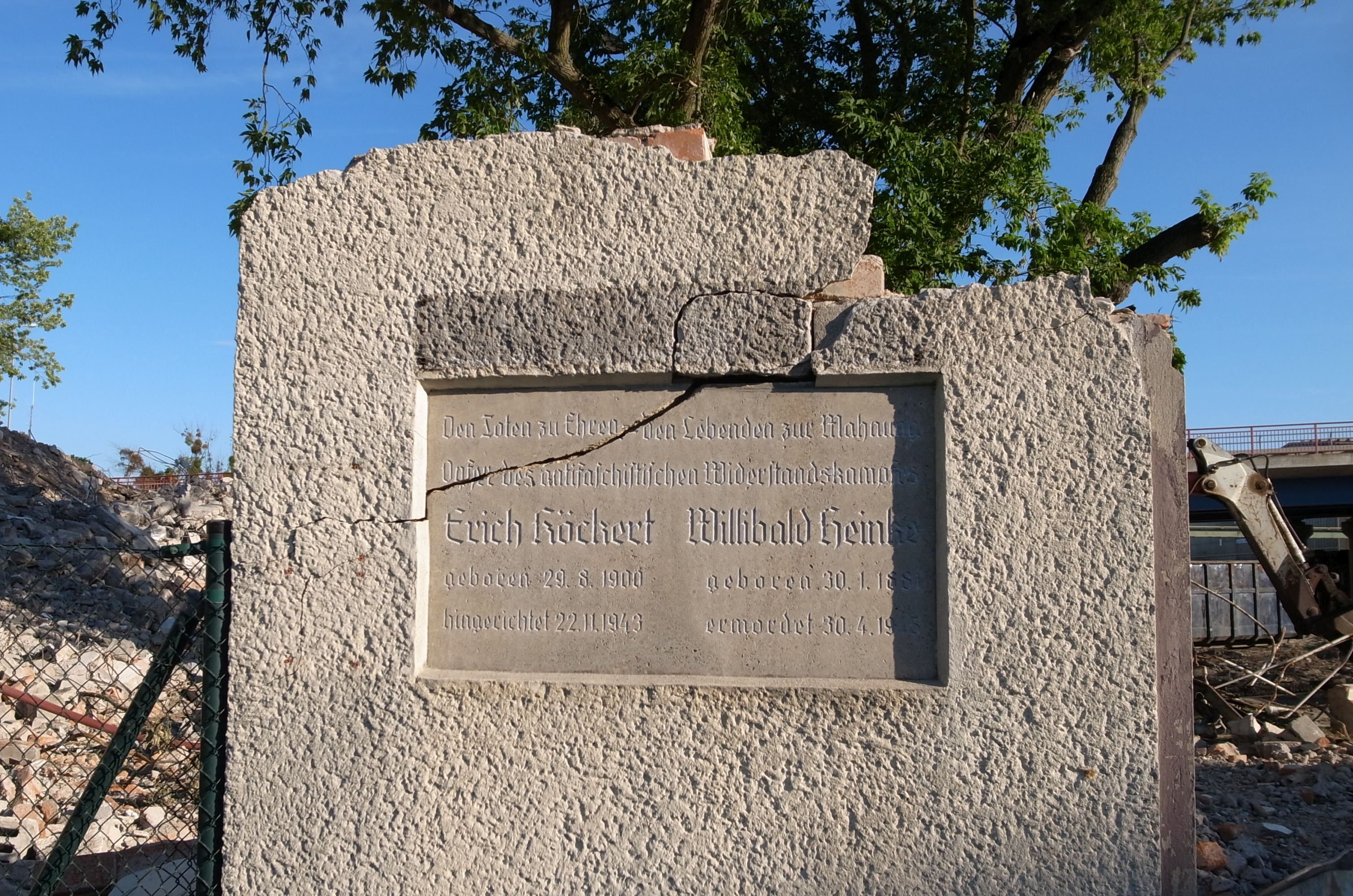
Ehemalige Gedenktafel für Erich Köckert und Willibald Heinke
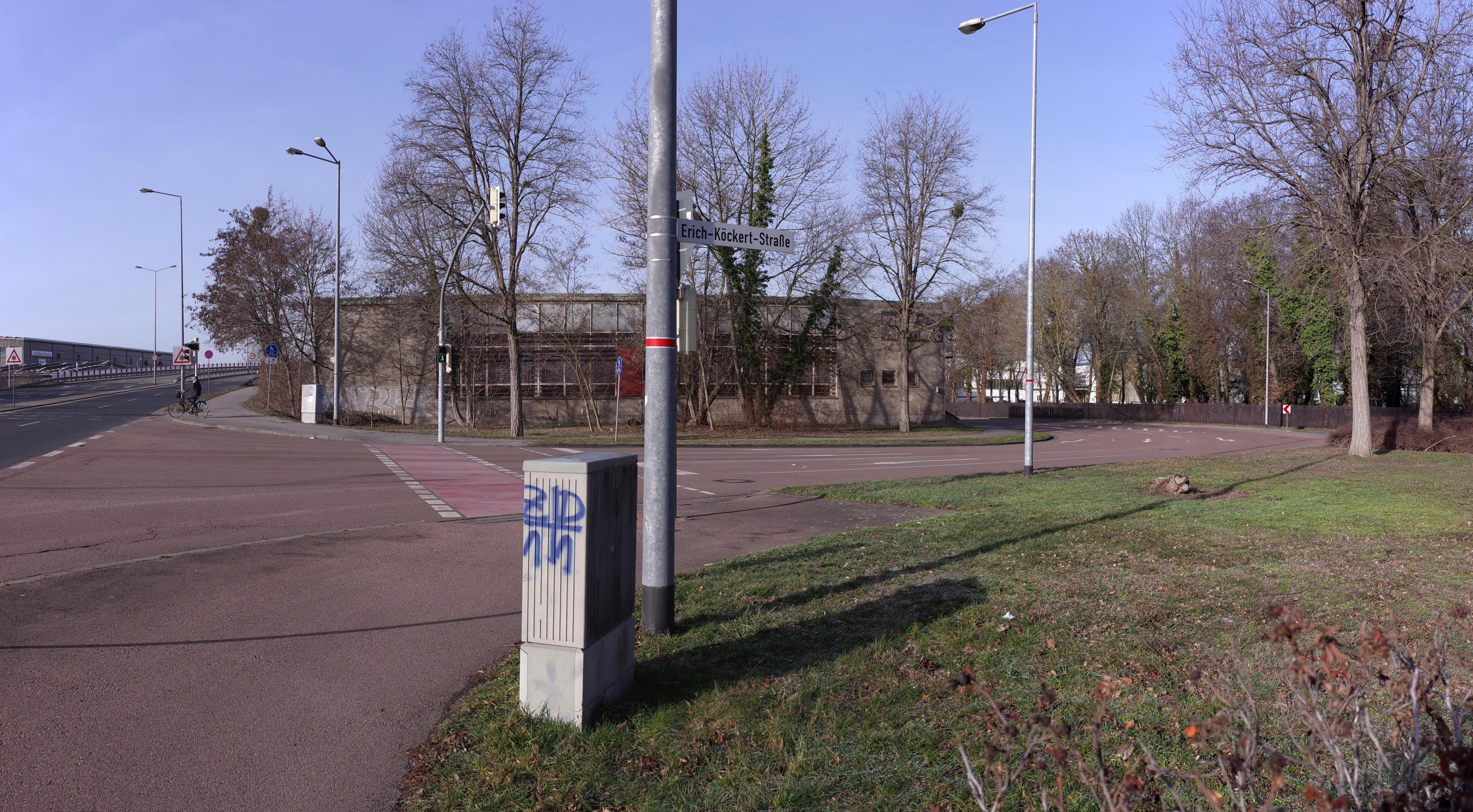
Erich-Köckert-Straße in Dessau
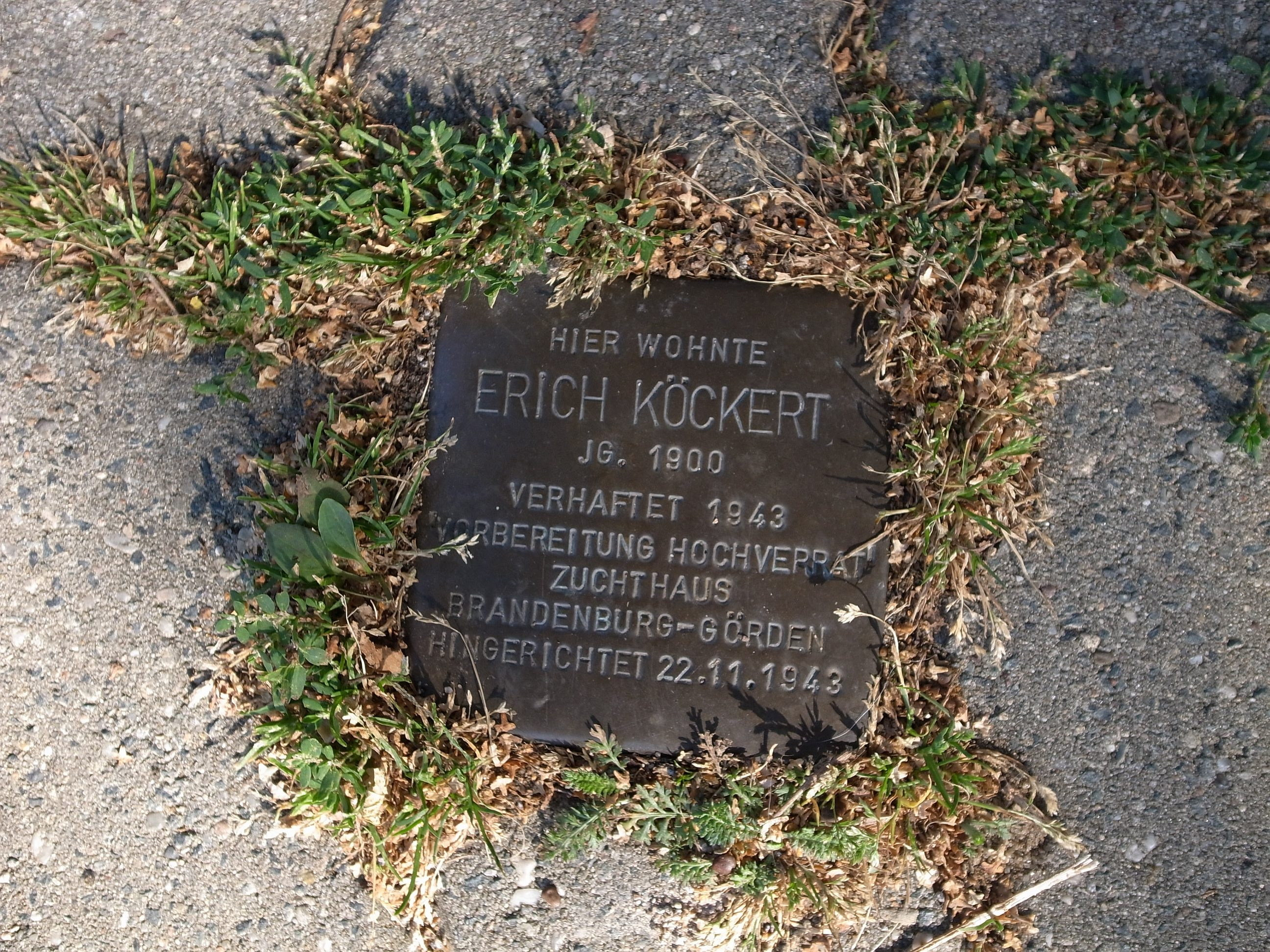
Stolperstein für Erich Köckert in Dessau
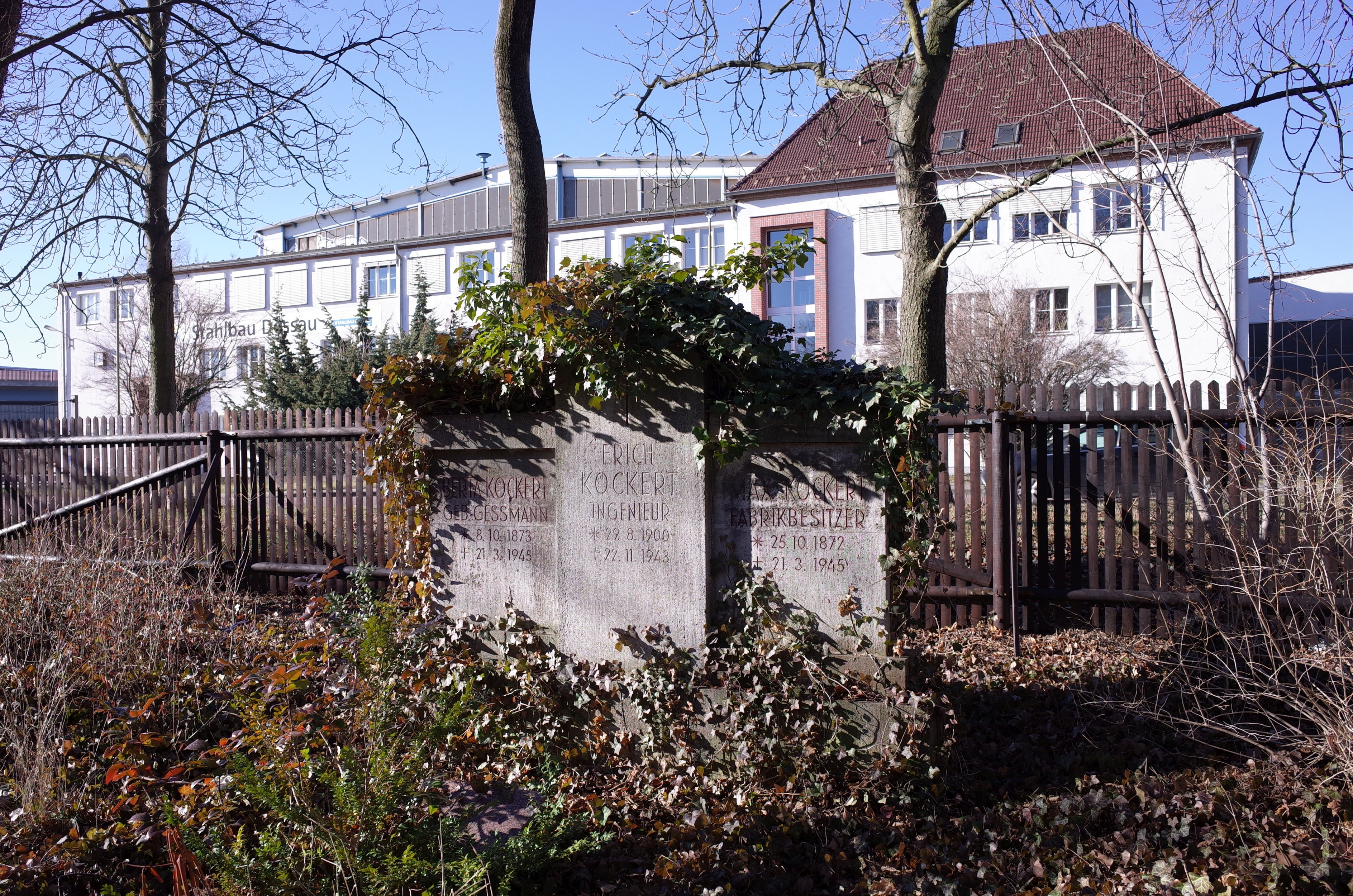
Ruhestätte auf dem Dessauer Friedhof III